# کامل حمیشه
کامل حمیشه (عربی: كامل حميشة؛ زادهٔ ۱ ژانویهٔ ۱۹۹۸) بازیکن فوتبال اهل سوریه است.
وی همچنین در تیم‌های ملی فوتبال زیر ۲۳ سال سوریه و سوریه بازی کرده‌است.